# ONE PIECE 被詛咒的聖劍

《ONE PIECE 被詛咒的聖劍》於2004年上映，為《ONE PIECE》系列的第五部電影版。

## 劇情
魯夫他們被海軍追擊，來到了阿斯卡島。娜美曾經聽過關於這座島有把七星劍寶物的傳說，對這裡充滿憧憬，沒想到首先是顧船的索隆失蹤，接下來換成尋找索隆的魯夫與騙人布也失蹤了。
後來，他們從島內村裡的女孩瑪雅，及她的奶奶口中，得知七星劍原來是一把妖刀。他們探聽到這把傳說中的七星劍的背後，原來隱藏著一段不為人知的傳說，而薩卡就是被妖刀控制住的劍士，巧合的是薩卡也竟然是索隆的救命恩人，所以索隆願意為薩卡做事，甚至與魯夫他們反目相向......
為了拯救薩卡，索隆決定砍下島上不祥的“紅色之月”......

## 登場人物

### 原作人物
草帽海賊團
| 角色名稱        | 配音員                  | 配音員                |
| 角色名稱        | 日本                    | 臺灣                  |
| --------------- | ----------------------- | --------------------- |
| 蒙其·D·魯夫     | 田中真弓                | 詹雅菁                |
| 羅羅亞·索隆     | 中井和哉 浦和惠（童年） | 宋克軍 許淑嬪（童年） |
| 娜美            | 岡村明美                | 許淑嬪                |
| 騙人布          | 山口勝平                | 符爽                  |
| 賓什莫克·香吉士 | 平田廣明                | 孫中台                |
| 多尼多尼·喬巴   | 大谷育江                | 詹雅菁                |
| 妮可·羅賓       | 山口由里子              | 許淑嬪                |

### 本作人物
薩卡、瑪雅、伊蓮莎為原作者設定角色。

#### 海軍道場
薩卡（Saga）
聲優：中村獅童、中山真奈美〈童年〉（日本）；符爽、林美秀〈童年〉（台灣）
本片終極敵人。阿斯卡島海軍道場教頭。是索隆的兒時玩伴，與索隆幼年時期就一起在劍道場學習劍術，過去為了拯救索隆而斷了右手。後來碰觸到阿斯卡島上被封印的詛咒之劍「七星劍」，走上不歸路。
杜馬（Toma）
聲優：内博貴（日本）；丘台名（台灣）
海軍道場高弟，薩卡的三高弟中的一人，擅長居合斬類劍術。外號「光速劍士」（光速の剣士）。
俾斯麥（Bismarck）
聲優：佐佐木誠二（日本）；丘台名（台灣）
海軍道場高弟，薩卡的三高弟中的一人，全身包覆著鎧甲。外號「鋼鐵騎士」（鋼鉄の騎士）。
布空古（BooKong）
聲優：青野武（日本）；孫中台（台灣）
海軍道場高弟，薩卡的三高弟中的一人，兩手各拿著鐵棒的巨漢。

#### 阿斯卡島
瑪雅（Maya）
聲優：柚木涼香（日本）；詹雅菁（台灣）
住在阿斯卡島的少女，家族世代都是巫女，背負著阻止七星劍復活的使命。
伊蓮莎（Izaya）
聲優：久本雅美（日本）；許淑嬪（台灣）
瑪雅的奶奶，阿斯卡島的長老。
拉可斯（Lacos）
聲優：立木文彦（日本）；宋克軍（台灣）
阿斯卡島的居民，帶領島上的男人保護住民的安危，喜歡瑪雅。

#### 海軍G-8支部
德雷克（Drake）
聲優：竹本英史（日本）；符爽（台灣）
海軍G-8支部少校，在本作於開頭及結尾登場，企圖捉拿草帽海賊團。

## 工作人員
- 製作：岡田祐介、高橋浩、山下秀樹、亀山千広、竹内淳
- 原作：尾田榮一郎
- 監督：竹之内和久
- 企劃：清水慎治
- 脚本：菅良幸
- 美術監督：吉池隆司
- 音樂：田中公平、浜口史郎
- 編集：福光伸一
- 錄音：市川修
- 效果：鷲尾健太郎
- 數位攝影監督：石井吉忠
- CG監督：吉安徹
- 製作擔當：杉本隆一
- 美術監督：吉池隆司
- 人物設計・作畫監督：小泉昇
- 色彩設計：塚田劭

## 音樂

作詞 - 松浦友也・内田浩之 / 作曲 - 松浦友也 / 編曲 - 明石昌夫 / 歌 - 晴晴゛

## 特別短篇動畫
《目標！海賊棒球王》：附錄於本作的特別短篇動畫。
配音
| 角色名稱        | 配音員   | 配音員 |
| 角色名稱        | 日本     | 臺灣   |
| --------------- | -------- | ------ |
| 「Mr.2」馮·克雷 | 矢尾一樹 | 符爽   |
| 「小丑」巴其    | 千葉繁   | 孫中台 |

## 外部連結
- 官方網站（页面存档备份，存于）